# Nacho Libre
Nacho Libre is een komediefilm uit 2006 onder de regie van Jared Hess.

## Verhaal
Ignacio, die door zijn vrienden ook wel Nacho wordt genoemd, is een man die niet zoveel talenten heeft. Hij groeide op in een Mexicaans weeshuis, en nu hij volwassen is, werkt hij als kok in het weeshuis. Het gaat niet allemaal goed, Nacho heeft veel voor de kinderen over, maar zijn kookkunsten zijn niet zo goed. Volgens hem komt dat door de slechte ingrediënten die hij geleverd krijgt.
Om dat probleem op te lossen bedenkt hij een plan, waarmee hij ook nog indruk kan maken op zuster Encarnación.
Samen met zijn vriend Esqueleto, het skelet, gaat hij meedoen met worstelwedstrijden onder de naam Nacho. Ze zijn geen goede worstelaars, maar het publiek ziet hen graag, dus ze verdienen er wel geld mee. Zo is Nacho gedwongen om een dubbelleven te leiden om zijn twee banen te behouden.

## Rolverdeling
- Jack Black - Nacho
- Ana de la Reguera - Sister Encarnación
- Héctor Jiménez - Steven Esqueleto
- Troy Gentile - Nacho (als kind)
- Carla Jiminez - Cándida
- Richard Montoya - Guillermo
- César González - Ramses
- Moisés Arias - Juan Pablo
- Darius Rose - Chancho